# 銅田駅
銅田駅（どうたえき）は、鹿児島県国分市上井（現在の霧島市国分上井）にかつて設置されていた、日本国有鉄道（国鉄）大隅線の駅（廃駅）である。大隅線の廃止に伴い、1987年（昭和62年）3月14日に廃駅となった。

## 歴史
- 1972年（昭和47年）9月9日：古江線（後の大隅線）の海潟温泉駅 - 国分駅間の延伸開業と同時に、新設[1]。旅客営業のみ[1]。無人駅[2]。
- 1987年（昭和62年）3月14日：大隅線の全線廃止に伴い、廃駅となる[1]。

## 駅構造
単式ホーム1面1線を有する駅であり、無人駅であった。ホーム上に待合所を併設していたが、駅舎は無かった。なお、当駅は築堤の上にある駅であった。

## 廃止後の現状
築堤は崩され一般道と化し、跡形は全くないが、当駅の跡地には鉄道記念公園が設置されており、車掌車ヨ8000型・駅名標・踏切警報機が保存されている。鹿児島交通バスの銅田バス停から徒歩3分。

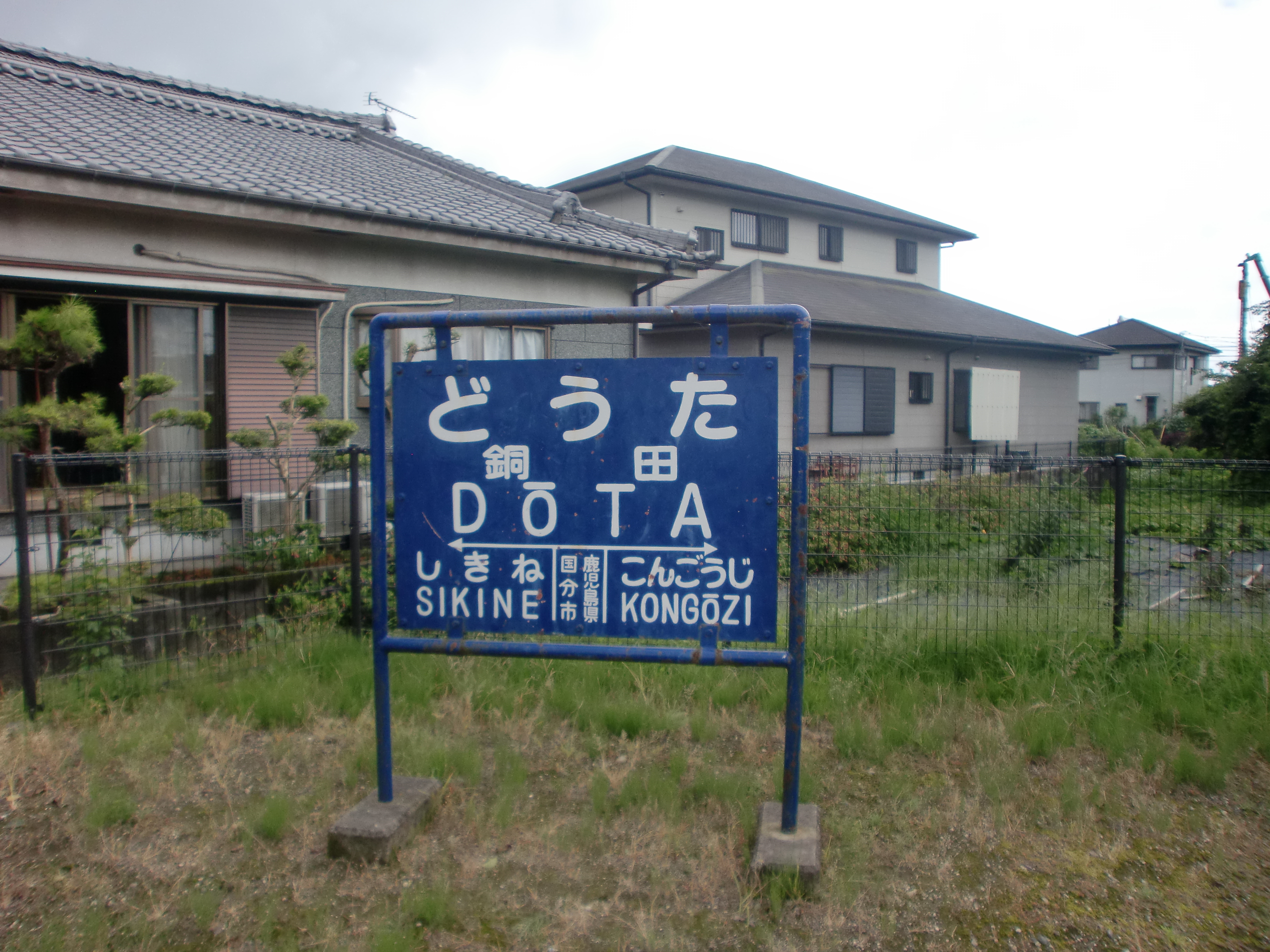
駅名標（2012年8月）
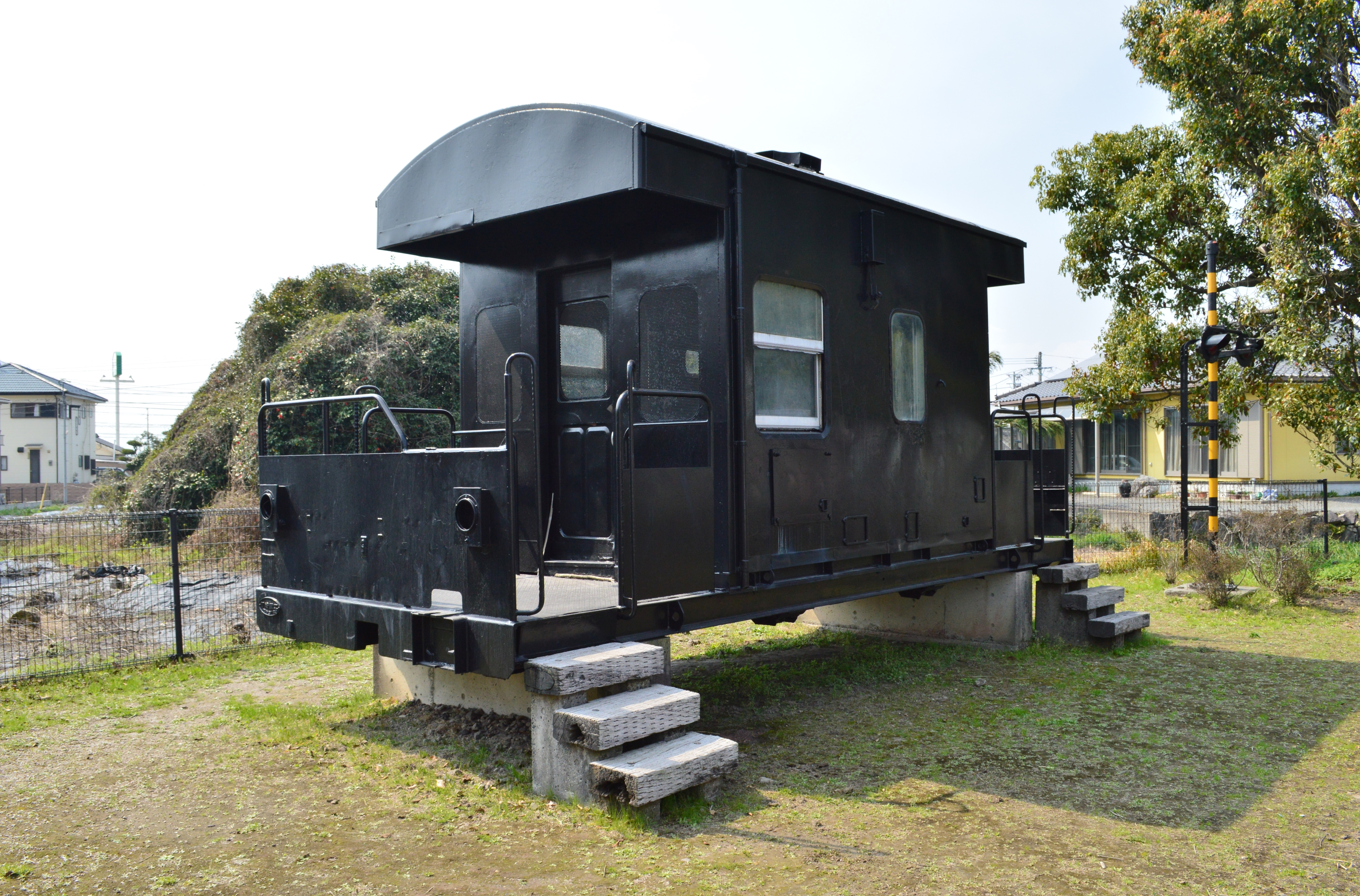
ヨ8000型（2018年3月）

## 隣の駅
日本国有鉄道
大隅線
敷根駅 - 銅田駅 - 金剛寺駅